# Васильев, Георгий Константинович
Георгий Константинович Васильев (15 (23) апреля 1916, д. Малая Дубровка, Валдайский уезд, Тверская губерния — 16 апреля 1994, Москва) — советский военачальник, вице-адмирал (27 апреля 1962 года).

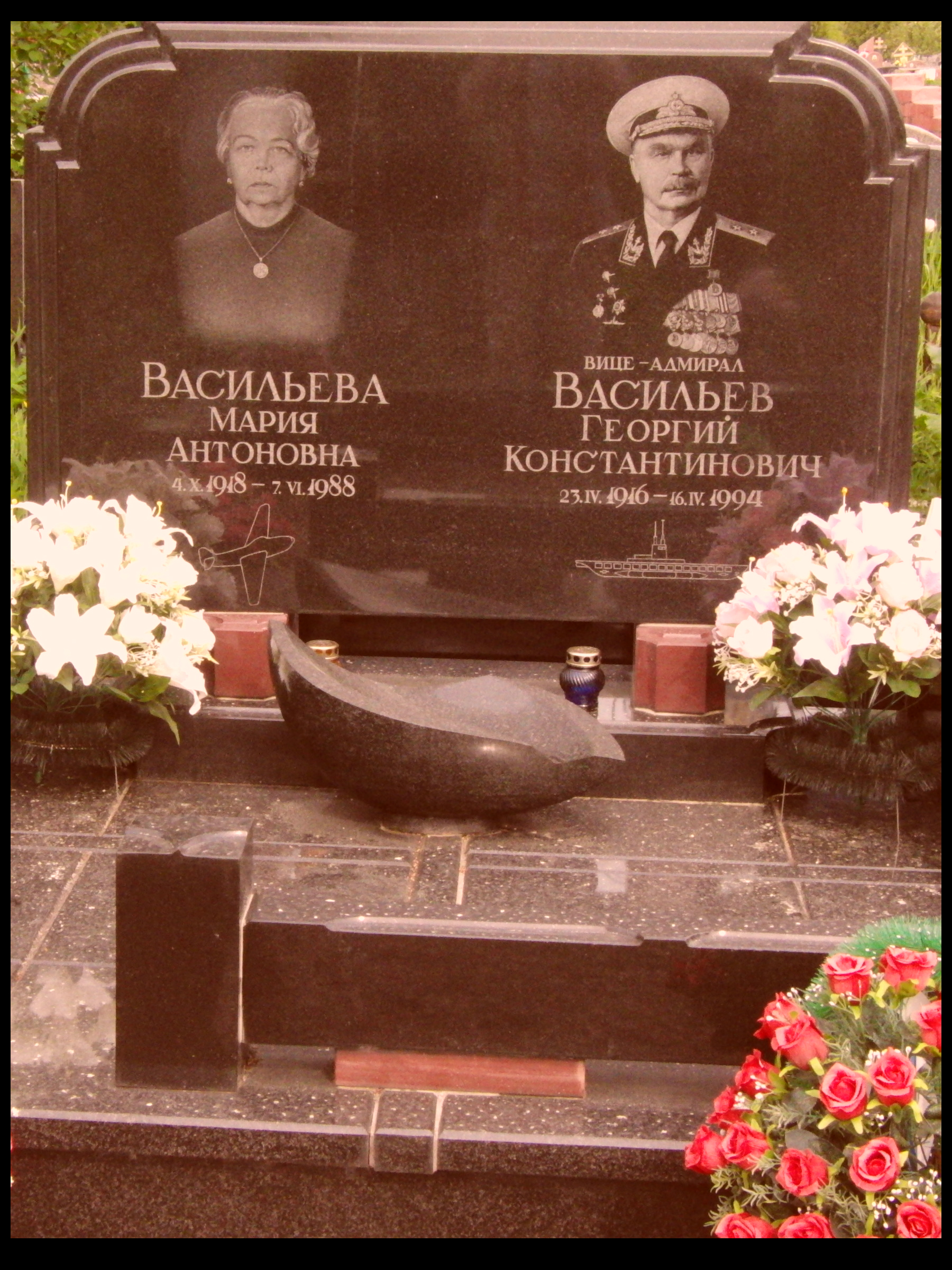
Памятник Васильеву Г. К. и его супруге на Щербинском кладбище города Москвы

## Биография
Родился 23 (15) апреля 1916 года в деревне Малая Дубровка, Дубровской волости, Валдайского уезда (сейчас Бологоевского района, Тверской области), восьмым ребёнком в многодетной крестьянской семье. Отец его служил кондуктором товарных поездов на железной дороге, мать вела домашнее хозяйство.
В 1923—1927 годах учился в начальной школе деревни Дубровка. В 1927—1930 годах учился в семилетней железнодорожной школе посёлка Березайка и 1931—1933 годах в школе ФЗУ Октябрьской железной дороги в г. Бологое. В 1933—1934 годах работал слесарем пункта технического осмотра восточного депо Бологое. С 1934 по 1938 год учился в Военно-морском училище имени Фрунзе по специальности — штурман-подводник.
В 1938—1939 годах — командир рулевой группы подводной лодки Л-11 Тихоокеанского флота (ТОФ), в 1939—1941 годах — командир БЧ-1 этой же лодки.
В 1941—1942 годах — слушатель Специальных курсов командного состава при учебном отряде подводного плавания ТОФ) по программе подготовки помощников командиров подводных лодок.
С мая по октябрь 1942 года — помощник командира подводной лодки С-53, ТОФ. Узнав, что отряд подводных лодок ТОФ готовится к переходу для участия в боевых действиях на Северном флоте, подал рапорт о переводе на уходящую лодку и был назначен старшим помощником командира подводной лодки С-54. С октября 1942 по февраль 1944 года — старший помощник командира этой лодки (командир лодки капитан-лейтенант Д. К. Братишко).
С 4 октября 1942 по 7 июня 1943 года участвовал в восьмимесячном трансокеанском переход с Тихоокеанского на Северный флот. Отряд подводных лодок был разделён на три тактические группы и следовал по маршруту: Владивосток — Петропавловск-Камчатский — Датч-Харбор (ВМБ США) — Панама — Гуантанамо (Куба) — Галифакс (Канада) — Англия и Исландия — Полярный.
— первая группа: подводная лодка Л-15, командир капитан-лейтенант В. И. Комаров и ПЛ Л-16, командир капитан-лейтенант Д. Ф. Гусаров. Старший группы — командир ПЛ Л-16;
— вторая группа: подводная лодка С-54, командир капитан-лейтенант Д. К. Братишко и подводная лодка С-55, командир капитан-лейтенант Л. М. Сушкин. Старший группы — командир ПЛ С-55;
— третья группа: подводная лодка С-51, командир капитан-лейтенант И. Ф. Кучеренко и подводная лодка С-56, командир капитан-лейтенант Г. И. Щедрин. Старшим на переходе отряда подводных лодок был командир 3-го дивизиона 1-й бригады подводных лодок ТОФ капитан 1 ранга А. В. Трипольский.
Из шести подводных лодок на Северный Флот дошли пять. На переходе из Датч-Харбор в Сан-Франциско подводная лодка Л-16 шла головной и 11 октября 1942 года в 11 час. 15 мин. (22 час. 15 мин. московское время) в точке ш=45°41 N, д=138°56' W была торпедирована и затонула со всем личным составом на глубине 4888 м. По ней было выпущено две торпеды, которые предположительно попали в кормовые отсеки, ибо лодка погрузилась с дифферентом на корму 45° и затонула через 25-30 секунд.
Совершать беспрецедентный для советских подводных лодок трансокеанский 18 700-мильный переход в военное время, через три океана и девять морей, пришлось не по классической схеме (днём — под водой, ночью — в надводном положении), а в надводном крейсерском положении. На трёх ПЛ С-54, С-55 и С-56 были изношены аккумуляторные батареи. Подводные лодки могли двигаться на них под водой не более 5-6 часов. При плавании с изношенными аккумуляторами в подводном положении повышалась температура электролита и газообразование, возникала угроза взрыва водорода. Аккумуляторные заводы были эвакуированы, и продукции не давали, на флоте запасных батарей не оказалось. Это лишило подводные лодки их главного преимущества — скрытности и делало уязвимыми для воздушного, надводного и подводного противника. Командование флота решило смену батарей проводить в Англии.
7 декабря 1942 года при переходе в Канаду, в 100 милях к западу от острова Сан-Сальвадор, когда на командирской вахте находился Г. К. Васильев, подводная лодка С-54 была атакована торпедами неизвестной ПЛ. Ему удалось уклониться от торпедной атаки. Маневрируя полным ходом, мотористы не заметили повышения температуры масла выше допустимой. При температуре забортной воды +28 С, плохо охлаждались двигатели. Это привело к поломке одного дизеля. Экипаж в море, работая в тяжёлых тропических условиях на ходу за двое суток отремонтировал дизель.
На переходе из Канады в Англию ПЛ С-54 встретила Новый 1943 год в бушующем океане. Семь суток свирепствовал штормовой ветер силой до 9-10 баллов. Лодка зарывалась в воду до ограждения мостика. Вода поднималась до комингса входного рубочного люка (диаметр 800 мм) и водопадом обрушивалась в центральный пост. Она поступала в корпус лодки через шахту подачи воздуха дизелям. Пришлось её закрыть. Рубочный люк, он выше всех над уровнем моря, был открыт. Работающим дизелям требовался кислород.
Сначала волной сорвало закреплённую на палубе сходню, потом все люки, предназначенные для доступа к клапанам вентиляции цистерн, к брашпилю, рулевым приводам и устройствам под палубой лёгкого корпуса. Погружаться под воду, менять курс и скорость было нельзя по условиям перехода. Каждой ПЛ был назначен квадрат 50 х 100 миль, который перемещался по предписанному маршруту с заданной и согласованной с союзниками скоростью. Внутри квадрата можно было перемещаться вправо и влево на 25 миль и вперёд-назад на 50 миль. Выходить за пределы квадрата запрещалось. За его пределами любая цель считалась противником и подлежала уничтожению силами союзников. Увидеть перископ или след торпеды среди тысячи белых гребней разбушевавшегося океана — дело безнадёжное. Дошли до западного берега Шотландии. ПЛ встала в доковый ремонт и дооборудование новой гидроакустической станцией и РЛС. 31 мая 1943 года ПЛ С-54 вышла из Англии и 7 июня 1943 года прибыла на Северный флот. За этот переход командира наградили орденом Красного Знамени, а экипаж — орденами и медалями.
В начале июля 1943 года подводная лодка С-54 вышла на боевое патрулирование. На первом этапе новой гидроаккустической станцией определили границы немецких минных полей. Через неделю обнаружили, атаковали и утопили 4-х торпедным залпом немецкий транспорт водоизмещением 5000 тонн. За этот поход экипаж награждён орденами и медалями: командир лодки орденом Красного Знамени, старший помощник командира Г. К. Васильев и заместитель командира по политчасти — орденами Отечественной войны 1-й степени. 30 сентября 1943 года Г. К. Васильев, подменяя старшего помощника командира Я. Иоффе, вышел в боевой поход на ПЛ С-55 (командир капитан 3 ранга Сушкин Лев Михайлович). 6 октября успешно высадили разведгруппу в Портсангер-фьорде. 12 октября 1943 года подводная лодка С-55 атаковала 4-х торпедным залпом и потопила, шедший в конвое транспорт «Аммерланд» водоизмещением 5281 тонн, имевший на борту 2400 тонн продовольствия и фуража для немецкой лапландской группировки и повредили сторожевой корабль сопровождения. Экипаж ПЛ С-55 за поход награждён орденами и медалями.
29 февраля 1944 года капитан лейтенант Г. К. Васильев назначен командиром подводной лодки С-15. 26 марта 1944 года подводная лодка С-15 вышла в боевой поход и успешно высадила разведгруппу в Бос-фьорде.
17 мая 1944 года подводная лодка С-15 вышла в боевой поход и 26 мая в 3 часа 52 мин. атаковала 4-х торпедным залпом и потопила головной транспорт конвоя «Сюльвикен», водоизмещением 4000 тон. Из четырёх выпущенных торпед три попали в транспорт. Подводная лодка С-15 была атакована кораблями охранения, на неё сбросили 114 глубинных бомб, получив серьёзные повреждения, подлодка провалилась на глубину 103 метра и легла на грунт. Экипажу удалось за восемь часов устранить основные повреждения, восстановить дифферентовку, осушив трюмы и колодцы аккумуляторной ямы, и подводная лодка оторвалась от грунта. На глубине 75 метров подводная лодка форсировала опасный район и через 15 часов всплыла в надводное положение. 27 мая возвратилась в Полярный. За этот поход экипаж наградили орденами и медалями, а командир ПЛ С-15 Г. К. Васильев получил звание капитана 3 ранга и орден Красного Знамени.
16 августа 1944 года, после ремонта подводная лодка С-15 вышла в боевой поход. 23 августа С-15 получила от самолёта-разведчика донесение: «23.08 в 20 часов 02 минуты конвой противника от Эккерё следует на вест». Капитан 3 ранга Васильев вышел на прибрежную коммуникацию противника в район мыс Слетнес — маяк Омганг. Форсировав па глубине 80 метров минное поле, С-15 подошла к берегу. Около 6 часов обнаружили в 50—60 кабельтовых конвой из трёх транспортов, в окружении 14 кораблей охранения. С дистанции в 10 кабельтовых Г. К. Васильев дал 4-х торпедный залп бесследными электрическими торпедами по самому крупному транспорту конвоя. Раздались два мощных взрыва, и транспорт «Dessau» («Дессау») тоннажем 5933 тонн скрылся под водой.
В конце сентября 1944 года подводная лодка С-15 вышла в боевой поход, продолжавшийся более 20 суток, с заданием: прикрыть с северного направления от возможных немецких рейдеров, идущий к нам конвой. Поход был очень тяжёлым. ПЛ дошла почти до кромки льда и успешно выполнила задачу.
За время войны Г. К. Васильев участвовал в девяти боевых походах подводных лодок, в которых уничтожили четыре транспорта, повредили один корабль охранения и высадили на вражескую территорию две разведывательные группы.
С ноября 1945 до марта 1947 года — командир трофейной ПЛ «Н-26» Лиепая, Балтийский флот. С марта 1947 по ноябрь 1948 года командир ПЛ С-20, БФ.
Ноябрь 1948 — июнь 1951 года — командир 5-го дивизиона, 2-й бригады подводных лодок Балтийского флота.
С июня 1951 по декабрь 1953 года — командир 157-й бригады подводных лодок Балтийского флота.
В июле 1952 года досрочно присвоено звание капитана 1 ранга.
Декабрь 1953 — апрель 1956 года — начальник штаба 17-й дивизии подводных лодок Балтийского флота.
С апреля 1956 по декабрь 1957 года — командир 27-й дивизии подводных лодок Балтийского флота.
Постановлением Совета Министров СССР № 1034 от 27 августа 1957 года присвоено воинское звание контр-адмирал.
Декабрь 1957 — сентябрь 1958 года — слушатель Академических курсов офицерского состава при Военно-морской академии имени К. Е. Ворошилова.
Декабрь 1958 — май 1960 года — командир Совгаванской военно-морской базы Тихоокеанского флота.
Май 1960 — сентябрь 1968 года — первый заместитель командующего Тихоокеанским флотом — член Военного Совета Тихоокеанского флота.
Сентябрь 1968 — июль 1969 года — помощник Главнокомандующего ВМФ по военно-морским учебным заведениям.
Июль 1969 — июль 1973 года — заместитель начальника Штаба по ВМФ Объединённых Вооружённых Сил государств — участников Варшавского договора. (Начальником штаба был генерал армии Сергей Штеменко).
В сентябре 1973 года уволен в запас.
С 1979 по 1983 гг. — председатель Центрального Совета ОСВОДа РСФСР.
Скончался 16 апреля 1994 года на 78-м году жизни. Похоронен на Щербинском кладбище (участок 17А).

## Награды
Награды СССР:
- Орден Ленина (1967)
- Орден Красного Знамени (1944)[5]
- Орден Красного Знамени (1954)
- Орден Отечественной войны 1 степени (1943)
- Орден Отечественной войны 1 степени (1985)[6]
- Орден Красной Звезды (1946)
- Орден Красной Звезды (1949)
- Медаль «За боевые заслуги» (1944)[7]
- Медаль «За оборону Советского Заполярья»[8]
- Медаль «За победу над Германией в Великой Отечественной войне 1941—1945 гг.»[9]
- Медаль «Двадцать лет победы в Великой Отечественной войне 1941—1945 гг.»
- Медаль «Тридцать лет победы в Великой Отечественной войне 1941—1945 гг.»
- Медаль «Сорок лет победы в Великой Отечественной войне 1941—1945 гг.»
- «За воинскую доблесть. В ознаменование 100-летия со дня рождения Владимира Ильича Ленина».
- Медаль «30 лет Советской Армии и Флота»
- Медаль «40 лет Вооружённых Сил СССР»
- Медаль «50 лет Вооружённых Сил СССР»
- Медаль «За безупречную службу» 1-й степени
- Именное оружие (1966)

Общественные награды:
- Орден «Во славу флота российского» 1-й степени
- Орден «Во славу флота российского» 2-й степени

Иностранные награды:
- Медаль «За укрепление дружбы по оружию» (ЧССР) 3-й степени.
- Медаль «Братство по оружию»(ГДР) 3-й степени.
- Медаль «Братство по оружию» (ПНР)